# 汉斯·斯卢加
汉斯·斯卢加（Hans Sluga，1939年4月24日—），德国哲学家，加州大学伯克利分校教授。他主要讲授弗雷格、维特根斯坦、海德格尔、福柯等人的哲学，以及纳粹时期的德国哲学，并撰写相关的著作。他在牛津大学时师从R. M. 海尔、吉尔伯特·赖尔及迈克尔·达米特。

## 著作
- 《Gottlob Frege》 1980
- 《Heidegger's Crisis. Philosophy and Politics in Nazi Germany》 1993
- 《Wittgenstein》 2011
- 《Politics and the Search for the Common Good》 2014
- 《The Philosophy of Frege》 1993
- 《The Cambridge Companion to Wittgenstein》 1996

## 相关链接
- 斯卢加在伯克利的主页 （页面存档备份，存于）